# Militärhögskolan Karlberg

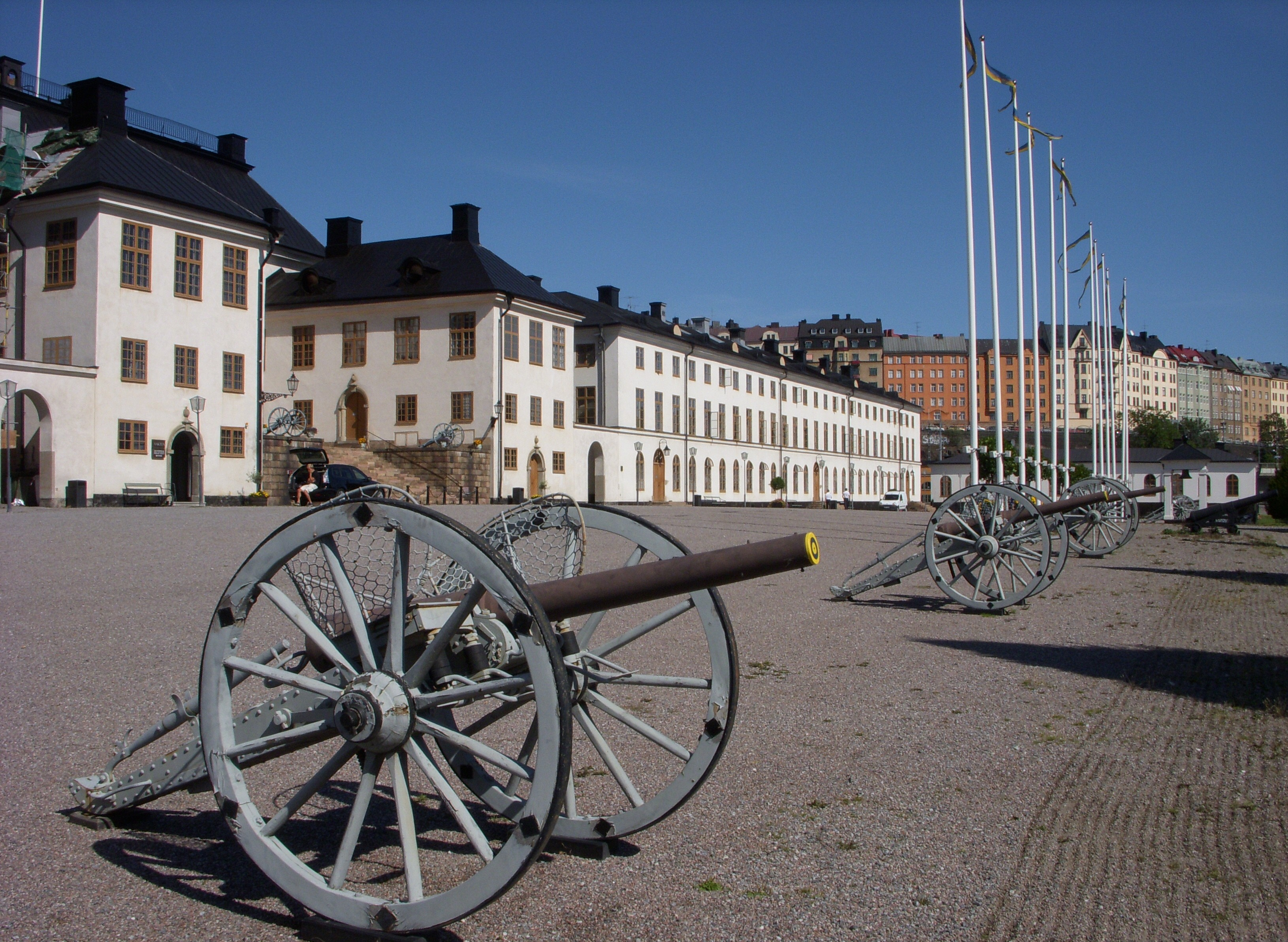
Karlbergs slott i augusti 2009.

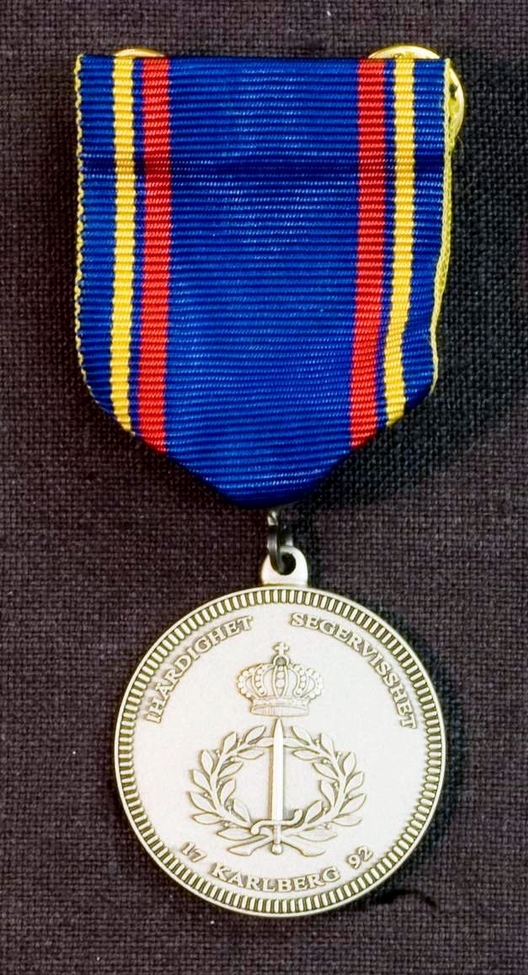
MHSKSM–förtjänstmedalj

Militärhögskolan Karlberg (MHS K) är en försvarsmaktsgemensam militärhögskola inom Försvarsmakten som verkat i olika former sedan 1792. Förbandsledningen är förlagd i Karlbergs slott i Solna.

## Historik
På Karlbergs slott organiserades 1792 Kungliga Krigsakademien för officersutbildning av kadetter från armén och flottan. I 4- och 5-åriga kurser meddelades här undervisning i allmänna samt land- och sjömilitära ämnen åt unga kadetter. 1862 borttogs de båda lägsta klasserna, och i samband med det ändrades namnet till Kungliga Krigsskolan, samtidigt stadgades om dess genomgående som obligatorisk kompetens för utnämning till officer. 1867 inrättades Sjökrigsskolan, dit utbildningen till sjöofficer förlades. 1874 inskränktes lärotiden vid Karlberg till 1 1/4 år. I stället föreskrevs avlagd mogenhetsexamen samt viss grundläggande militärutbildning som villkor för inträde vid Karlberg. Benämningen kadett togs bort men återinfördes 1895. 1891 bestämndes, att elev före inträdet vid Karlberg skulle ha vunnit underofficersbefordran, vilken föreskrift senare upphävdes. 1901 organiserades Karlberg på en officerskurs 18 månader lång och en reservofficerskurs i två omgångar om varderad 4 månader. Enligt 1936 års försvarsorganisation förlängdes officerskurserna till 22 månader. Vid omläggningen av officersutbildningen enligt 1942 års försvarsbeslut kortades officerskursen till 11 månader, men föregicks av viss officersutbildning vid kadettskolor, det även utbildningen till reservofficer och värnpliktig officer förlades.
Genom den nya regeringsformen som trädde i kraft den 1 januari 1975, ströks "Kungliga" från namnet och skolans nya namn blev därmed Krigsskolan (KS). Den 1 januari 1999 bildades Militärhögskolan Karlberg i sin nuvarande form som en försvarsmaktsgemensam högskola. Det genom att utbildningen övertogs centralt av Militärhögskolan Karlberg (MHS K), Militärhögskolan Halmstad (MHS H) och Militärhögskolan Östersund (MHS Ö), från att officersutbildningen tidigare låg under respektive truppslag med dess officershögskola. Karlberg ses som världens äldsta militärakademi med obruten utbildning på samma plats. Akademien Krigsskolen i (Norge) (1750) och Wiener Neustadt (Österrike) (1752) är äldre, men de har inte haft en obruten utbildning på samma plats.
Genom försvarsbeslutet 1982 upplöstes Livgardets dragoner (K 1) som ett självständigt förband. Inför försvarsbeslutet hade Livgardets dragoner förvaltningsansvar över ett antal staber och skolor, bland annat Medicinalfackskolan (MedfackS). Medicinalfackskolan (MedfackS) kom den 1 oktober 1984 att överföras organisatoriskt från Livgardets dragoner till Krigsskolan. Vid samma tidpunkt tillkom även Arméns gymnastik- och idrottsskola (GIS). Den 1 juli 1986 namnändrades Medicinalfackskolan (MedfackS) till det nya namnet Försvarets sjukvårdshögskola (FSjvHS).
Den 1 juli 1994 avskildes Arméns gymnastik- och idrottsskola (GIS) samt Försvarets sjukvårdshögskola (FSjvHS). Försvarets sjukvårdshögskola (FSjvHS) kom tillsammans med Försvarets sjukvårdsstyrelse (SjvS) i Karlstad, samt delar av Underhållsskolan (US) i Skövde och Marinens sjukvårdsskola (MSjvS) i Göteborg att bilda Försvarets sjukvårdscentrum (FSC). Arméns gymnastik- och idrottsskola kom i sin tur att bilda Arméns idrottscentrum (AIC).
Genom försvarsbeslutet 2000 kom Försvarsmaktens ledarskaps- och idrottscentrum (FMLIC) att avvecklas den 30 juni 2000. Ledarskapsinstitutet vid centrumet överfördes till Militärhögskolan Halmstad (MHS H) i Halmstads garnison och Försvarsmaktens överlevnadsskola överfördes till Livregementets husarer (K 3) i Karlsborgs garnison, där den hela tiden varit förlagd. I Solna blev idrottsdelen vid centrumet kvar och bildade Försvarsmaktens idrotts- och friskvårdsenhet (FMIF). I samband med denna omorganisation blev Försvarsmaktens idrotts- och friskvårdsenhet en del av Militärhögskolan Karlberg (MHS K).

## Verksamhet
Utbildningen på den treåriga grundläggande officersutbildningen är ett delat ansvar mellan Försvarshögskolan och Försvarsmakten. Från den 1 januari 2008 lyder Försvarshögskolan under Utbildningsdepartementet. De ansvarar för utbildningen på officersprogrammet som ger en yrkesexamen med 180 högskolepoäng. Militärhögskolan Karlberg stödjer utbildningen genom att bland annat ansvara för handledningen av kadetterna och genomförande av övningar tillsammans med Försvarsmaktens övriga skolor och förband. Efter examen kan kadetten söka anställning i Försvarsmakten med fänriks grad. Utbildningen på den ett och ett halvt år långa utbildningen till specialistofficer genomförs på Militärhögskolan Halmstad och Försvarsmaktens funktionsskolor. Efter examen kan kadetten söka anställning i Försvarsmakten som sergeant.
För att kunna läsa till officer måste man först genomföra värnplikt, aspirantutbildning eller frivillig soldat- eller sjömansutbildning. Det finns en stark ambition hos Försvarsmakten att utöka andelen kvinnor som läser till officer. Skolan har förutom grundläggande officersutbildning bedrivit vidareutbildning av officerare. Under större delen av 1990-talet bedrevs utbildningen av arméns löjtnanter vid skolan. Nu bedrivs vidareutbildning av såväl officerare som civil personal inom managementområdet.
Försvarsmakten har sedan 2009 infört två olika befälskategorier, officer och specialistofficer. Specialistofficerare har graderna sergeant - regements-/flottiljförvaltare och officerare har graderna fänrik - general. Officersutbildningen är sedan hösten 2006 treårig, mot tidigare två år. Dock startade den första treåriga utbildningen på Karlberg 2007. Specialistofficersutbildningen är ett och ett halvt år.
Utbildningen vid Militärhögskolan bedrivs som både teoretisk och till stor del även praktisk utbildning. Kadetterna tränas i ledarskap, krigsvetenskap, militärteori, militärteknik, fysiskt stridsvärde, statsvetenskap och engelska. Dessutom läggs stor tonvikt på fysisk träning. Under åren vid Militärhögskolan genomförs ett antal praktiska övningar av varierande svårighetsgrad där kadetternas ledarskaps- och samarbetsförmåga ställs på prov. Många praktiska moment genomförs på förband i hela Sverige.
Under 2007 bedrevs under en termin utbildning tillsammans med blivande specialistofficerare. Dessa lämnade Karlberg efter en termin för att gå vidare till respektive fack- och funktionsskola för att sedan anställas.

## Ingående enheter

### Försvarsmaktens idrotts- och friskvårdsenhet
Försvarsmaktens idrotts- och friskvårdsenhet (FMIF) på Militärhögskolan Karlberg är Försvarsmaktens främste företrädare inom området idrott och hälsa.

### Försvarsmaktens veterancentrum
Försvarsmaktens veterancentrum (VetC) är sedan 1 juli 2017 en del av Militärhögskolan Karlberg. 

### Managementenheten
Managementenheten (ManE) på Militärhögskolan Karlberg är Försvarsmaktens främste företrädare inom området management. Managementenheten leder och samordnar myndighetens samlade behov inom management- och förvaltningsutbildning. Den utbildning som Managementenheten tar fram ska ge Försvarsmaktens personal erforderlig kompetens inom managementområdet, så att myndighetens verksamhet genomförs i enlighet med förvaltningsmässiga krav. Managementenheten är en enhet som ingår i Militärhögskolan Karlberg. Tidigare fanns enheten lokaliserad i Solna och senare i Östersund, där enheten fick sitt nuvarande namn och blev en del av Militärhögskolan Östersund. Under en period var enhetens ansvarsområde en del av Försvarshögskolan. Managementenheten är sedan den 1 juli 2005 åter i Solna, men på Militärhögskolan Karlbergs slottsområde. Enheten identifierar också samordningsmöjligheter inom managementområdet med andra myndigheter och verk inom offentlig förvaltning.

## Förläggningar och övningsplatser
Skolan är belägen i stadsdelen Huvudsta inom Solna kommun alldeles utanför Stockholms innerstad. Skolledningen och staben sitter i Karlbergs slott. Karlbergs slottspark, som hör till skolan, är i normalfallet öppen för allmänheten dagtid, men kan stängas av vid övningar eller särskilda aktiviteter. Hela skolans område är militärt skyddsobjekt. Hinderbanan och tennisplanerna var tidigare öppna för allmänheten men är nu tillgängliga enbart för anställda och elever på skolan.

## Heraldik och traditioner
Skolan vid Karlberg, som har bytt namn ett flertal gånger, är en av de starkaste traditionsbärarna inom Försvarsmakten, då särskilt inom armén. Ur kursen utses Höga Rådet som har funktion som traditionsbevarare. Ordföranden i Höga Rådet benämns Mäktigaste Man eller Mäktigaste Kvinna och är kadetternas huvudförtroendeman. Totalt finns det närmare 20 personer i Höga Rådet, alla med olika funktioner för att värna om traditioner och kadetternas vardag. När skolan tidigare hade utbildning till kapten bildade dessa ett Gudaråd med motsvarande uppgifter. Gudarådet har sitt ursprung på Sjökrigsskolan och namnet används numera av kadetterna på Militärhögskolan Halmstad. Bland kadetterna kallas ofta Karlbergs slott för Thess Hvita Lustslott. Den 17 mars 1999 fastställdes "Narvamarsch" (von Düben) som förbandsmarsch för Militärhögskolan Karlberg, en marsch som antogs av Krigsskolan 1958.

### Förbandsfanor
Den 7 februari 2020 spikades Militärhögskolan Karlbergs nya fana. Fanan är den tjugoandra i raden som spikats, sedan traditionen återupptogs 2007 med att spika fälttecken på Armémuseum.
Den 18 november 2021 överlämnade kungen ny fana till Militärhögskolan Karlberg, vilken togs emot av tillförordnade chefen överstelöjtnant Johan Martinsson. Fanan blev skolans sjätte i ordningsföljd, där den första överlämnades av kungen den 6 mars 1817 till dåvarande Kungliga Krigsakademin. Därefter har kungen överlämnat fanor åren 1842, 1920, 1952 och senast vid skolans 200-årsjubileum 23 maj 1992.

### Utmärkelsetecken
År 2002 instiftades Militärhögskolan Karlbergs förtjänstmedalj i guld, silver och brons (MHSKGM/SM/BM).

## Förbandschefer
Förbandschefen tituleras skolchef och har tjänstegraden överste.

- 1792–1793: Guvernör Generalmajor Peter Bernhard Piper
- 1793–1824: Guvernör Generalmajor greve Nils August Cronstedt
- 1824–1839: Guvernör General Johan Peter Lefrén
- 1839–1850: Guvernör Överste Adolf Ammilon
- 1850–1861: Guvernör Generallöjtnant Carl Magnus Thulstrup
- 1861–1865: Guvernör Överste Carl Gustaf Lagercrantz
- 1865–1875: Guvernör Överste Lars Johan Malcolm Reenstierna
- 1875–1882: Överste Greve Gustaf Fredrik Snoilsky
- 1882–1890: Överstelöjtnant Henning Thulstrup
- 1890–1897: Överstelöjtnant Gustaf Uggla
- 1897–1901: Överste Hans Alexander Gustaf Altvater Pantzerhielm
- 1901–1906: Överstelöjtnant Friherre Adolf Fredrik Constantin Fock
- 1906–1912: Överstelöjtnant Friherre Vilhelm Rappe
- 1912–1916: Överste Gustaf Bouveng
- 1916–1921: Överste Erik Nordenskjöld
- 1921–1926: Överstelöjtnant Tage af Klercker
- 1926–1930: Överste Carl Uggla
- 1930–1933: Överste Ernst af Klercker
- 1933–1937: Överste Manne Brandel
- 1937–1940: Överste Gustaf Petri
- 1940–1944: Överste Bertil Uggla
- 1944–1947: Överste Gilbert Nordqvist
- 1947–1949: Överste Carl Fredrik Lemmel
- 1949–1953: Överste Malcolm Murray
- 1953–1958: Överstelöjtnant Bengt Carl Olof Hjelm
- 1958–1964: Överste Anders Grafström
- 1964–1969: Överste Nils-Ivar Carlborg
- 1969–1973: Överste Gösta Gärdin
- 1973–1974: Generalmajor Bengt Liljestrand
- 1974–1976: Överste Gunnar Olov Johannes Hallström
- 1976–1980: Överste Rolf Frykhammar
- 1980–1983: Överste Curt Sjöö
- 1983–1988: Överste Matts Uno Liljegren
- 1988–1992: Överste Knut Anders Gustaf Anerud
- 1992–1997: Överste Lars Björkman
- 1997–1998: Överste Urban Staaff
- 1999–2001: Överste Jan-Axel Thomelius
- 2002–2004: Överste Bengt Nylander
- 2005–2008: Överste Urban Molin
- 2008-2009: Överstelöjtnant mst Mats Alnevik
- 2009–2013: Överste Mats Danielsson
- 2013–2014: Överstelöjtnant mst Mats Alnevik
- 2014–2016: Överste Rikard Askstedt[c]
- 2016–2019: Kommendör Anna-Karin Broth[d]
- 2019–2019: Överstelöjtnant Johan Falkholt[e]
- 2019–2021: Kommendör Bo Berg[f]
- 2021–2021: Överstelöjtnant Johan Martinsson[g]
- 2021–2024: Överste Roger Nilsson [h]
- 2024–20xx: Överste Jerker Sundström [i]

## Namn, beteckning och förläggningsort
| Kungliga Krigsakademien   | 1792-??-?? | – | 1863-??-?? |
| Kungliga Krigsskolan      | 1863-??-?? | – | 1974-12-31 |
| Krigsskolan               | 1975-01-01 | – | 1998-12-31 |
| Militärhögskolan Karlberg | 1999-01-01 | – |            |

| KS    | 1863-??-?? | – | 1998-12-31 |
| MHS K | 1999-01-01 | – |            |

| Karlbergs slott (F) | 1792-??-?? | – |  |